# Ghulewadi
Ghulewadi là một thị trấn thống kê (census town) của quận Ahmadnagar thuộc bang Maharashtra, Ấn Độ.

## Nhân khẩu
Theo điều tra dân số năm 2001 của Ấn Độ, Ghulewadi có dân số 19.371 người. Phái nam chiếm 55% tổng số dân và phái nữ chiếm 45%. Ghulewadi có tỷ lệ 72% biết đọc biết viết, cao hơn tỷ lệ trung bình toàn quốc là 59,5%: tỷ lệ cho phái nam là 76%, và tỷ lệ cho phái nữ là 66%. Tại Ghulewadi, 13% dân số nhỏ hơn 6 tuổi.